# Mulher Oceano (filme)
Mulher Oceano (Inglês: Ocean Girl) é um filme longa-metragem realizado no Japão e no Brasil que conta a história de duas mulheres brasileiras que tem uma profunda ligação com o mar. Uma escritora que está vivendo em Tóquio e uma atleta de travessia oceânica no Rio de Janeiro. As histórias se cruzam quando, sem perceber, a nadadora estranhamente tem seu corpo transformado em uma espécie de Oceano interior.
Mulher Oceano é o primeiro longa-metragem dirigido por Djin Sganzerla.

## Sinopse
Ao se mudar para Tóquio, uma escritora brasileira se dedica a escrever seu novo romance, instigada por suas experiências no Japão e por uma das últimas cenas que presenciou no Rio de Janeiro: uma nadadora de travessia oceânica rasgando o horizonte com vigorosas braçadas em mar aberto. Essas duas mulheres aparentemente não compartilham nenhuma conexão, até que suas vidas começam a interferir uma na outra, estranhamente ligadas pelo mar. Hannah, a escritora, mergulha em uma jornada de auto descoberta no Japão, enquanto Ana, a nadadora no Rio, estranhamente tem seu corpo transformado em uma espécie de Oceano interior.

## Elenco
| Ator / Atriz     | Personagem                      |
| ---------------- | ------------------------------- |
| Djin Sganzerla   | Hannah Visser / Ana Bittencourt |
| Kentaro Suyama   | Yukihiko Oumi                   |
| Lucélia Santos   | Teresa Visser                   |
| Stênio Garcia    | Pai de Ana                      |
| Gustavo Falcão   | Rafael (Marido de Hannah)       |
| Rafael Zulu      | Rogério                         |
| Jandir Ferrari   | Daniel                          |
| Dja Martins      | Mãe de Santo                    |
| Mari Saade       | Amiga de Ana                    |
| Sergio Fonta     | Dr. Carlos                      |
| Clara Santhana   | Amiga                           |
| Steve Berg       | Marcos Visser                   |
| Sandra Calaça    | Mulher morta na praia           |
| Clara Melo       | Hannah criança                  |
| Leandro Carvalho | Amigo de Ana                    |
| Lucas Oliveira   | Amigo de Ana                    |
| Sandro Rabello   | Técnico de enfermagem           |
| Mateus Gomes     | Amigo de Ana                    |
| Flávio Veras     | Irmão de Hannah                 |
| Rafael França    | Amigo                           |